# Чан Де Хван
Чан Де Хван (кор. 장대환, 張大煥, Chang Dae-whan; нар. 21 березня 1952) — корейський бізнесмен і політик, виконував обов'язки прем'єр-міністра Республіки Корея в серпні-вересні 2002 року.
Займався видавницькою діяльністю. Зокрема він президент щоденної газети «Maeil Business Newspaper», що є головним бізнес-виданням країни. Також він заснував Всесвітній форум знань.
Після того, як у липні 2002 року південнокорейський парламент відхилив кандидатуру Чан Сан на посаду голови уряду, президент Кім Де Чжун запропонував призначити на пост прем'єр-міністра Чан Де Хвана, втім і ту кандидатуру Національна асамблея не підтримала. Таким чином Чан Де Хван виконував обов'язки голови уряду лише впродовж місяця.